# Planul de amenajare al bazinului lacului Ciad
Planul de amenajare al bazinului lacului Ciad a fost executat de Comisia Bazinului Lacului Ciad – Lake Chad Basin Commission (LCBC) cu sediul la N’Djamena, la care participau Camerun, Ciad, Niger și Nigeria, iar apoi Republica Centrafricană, condus cu o competență deosebită de șeful de proiect, Yaya, un expert din Burkina Faso. LCBC – condusă de secretarul executiv Abubakar B. Jauro a acordat o mare importanță acestui plan. 
Acest plan a constituit o rupere cu principiile tradiționale ale planurilor de amenajare, corespunzând unei viziuni noi a gospodăririi apelor. În loc de a se concentra pe alegerea lucrărilor necesare pentru satisfacerea unor cerințe de apă date sau prognozate ale economiilor naționale, planul bazinului Ciad analiza a căutat să pună în evidență interacțiunea dintre gospodărirea apelor și celelalte ramuri economice și să definească în special măsurile care trebuiau luate de celelalte sectoare economice pentru a asigura o utilizare rațională a apelor. Ca atare, planul de amenajare al bazinului Chad răsturna conceptele tradiționale, gospodărirea apelor trecând de la un rol pasiv, de reacție la unele cerințe externe, la un rol activ. Deși această viziune era clar adaptată unei zone extrem de aride, în care apa avea un rol esențial, ea poate fi aplicată și în alte condiții. Planul de amenajare nu neglija nici punctul de vedere tradițional, dar cuprindea o singură propunere de amenajări de gospodărire a apelor, anume derivarea unor debite din bazinul râului Oubangui în spre bazinul lacului Ciad.
Pentru a ilustra noul mod de abordare a gospodăririi apelor se pot cita unele dintre recomandările planului de amenajare: 
- Pentru a asigura posibilitățile de supraviețuire ale populației din zona Sahelului, supusă periodic unor secete puternice, planul de amenajare a recomandat să se acorde prioritate realizării unor sisteme de irigații locale, bazate pe tehnica agricolă tradițională din zonă, care să deservească fiecare sat din bazin și care să asigure o producție suficientă pentru hrana populației. Planul prevedea măsurile necesare pentru a asigura participarea populației în realizarea proiectelor respective.

- Corelarea concepției sistemelor de irigații moderne cu alte cerințe din zonă, în special cu metodele tradiționale de creștere a bovinelor, care în anotimpul secetos, se retrag spre zona ecuatorială din Cameroon și Nigeria, iar în anotimpul secetos migrează spre nord, în general spre Ciad și Niger. Trecerea acestor turme de două ori pe an peste terenurile irigate distrugea nu numai o bună parte din producția agricolă, dar și rețeaua de canale de irigații; de aceea, s-a recomandat realizarea unor coridoare pentru a permite migrația vitelor și amenajarea unor puncte pe traseu pentru adăparea lor. De asemenea, pentru a asigura producția de lapte și de carne cu un consum minim de apă planul a demonstrat că trebuia renunțat la tendința de a aduce vaci din rasele utilizate în Europa era de a se concentra pe vaca africană cu coarne lungi care rezistă mai bine la condițiile climatice și are nevoie de cantități de apă mai mici.

- Corelarea dezvoltării teritoriale cu cerințele ecologice. Un exemplu al unei asemenea cerințe era legat de delimitarea rezervațiilor pentru elefanți care în situația actuală erau fiind prea mici pentru a satisface cerințele elefanților. Deoarece extinderea rezervațiilor lor era dificilă  planul a recomandat amenajarea de culoare de migrație a  elefanților între rezervații, astfel încât să nu se distrugă pe parcurs sistemele de irigații. Alte măsuri au luat în considerare habitatul antilopelor sitatunga.

- Planul de amenajare a arătat că o condiție esențială pentru a da colectivităților mijloace de a dezvolta sisteme locale de irigații și alimentare cu apă, o constituie dezvoltarea unei rețele de posturi bancare. Alte analize economice au scos în evidență dificultatea pe care o produceau pentru economia zonală diferențele între sistemele monetare din diferitele țări, unele dintre ele utilizând francul african legat, la acea vreme, printr-un curs de schimb fix de francul francez, pe când alte țări aveau un sistem în care cursul de schimb varia după legile economiei de piață.